# Diocesi di Strongile
La diocesi di Strongile (in latino: Dioecesis Strongylensis) è una sede soppressa e sede titolare della Chiesa cattolica.

## Storia
Strongile, sull'isola di Lesbo, forse vicina all'odierna Polichnitos, è un'antica sede vescovile della Grecia, suffraganea dell'arcidiocesi di Mitilene.
La diocesi è sconosciuta a Michel Le Quien, nella sua opera Oriens Christianus, e non è noto nessuno dei suoi vescovi. Nelle Notitiae Episcopatuum del patriarcato di Costantinopoli, Strongile compare per la prima volta all'inizio X secolo, nella Notitia tradizionalmente attribuita all'imperatore Leone VI, al secondo posto tra le suffraganee di Mitilene. La diocesi è documentata ancora in altre Notitiae fino al XII secolo.
Dal 1933 Strongile è annoverata tra le sedi vescovili titolari della Chiesa cattolica; il titolo finora non è mai stato assegnato.